# Плащ
Плащът е горна връхна дреха без ръкави; понякога е с качулка. Други имена, под които е известна тази дреха, са наметало и пелерина.
Основната му цел е топлинна изолация (включително и като вид одеяло), но може да служи и за маскиране. Може да има две лица.
Носи се на раменете като се закрепва около врата, чрез завързване или закопчаване. Формата, дължината и материята, от която се изработва варират. 
Плащът е познат още от древността. С времето отмира и през 20.-21. век се използва вече много рядко, възприеман като непрактичен.
Често свързван с представата за тайнственост и поради това – характерна част от облеклото на илюзионистите. Приписва се като атрибут и на различни митологически персонажи, сред които вампирите, както и на литературни или филмови герои, с мистериозна слава, като Батман, Супермен и Зоро. Във филми, като тези за момчето магьосник Хари Потър и Властелинът на пръстените, също присъства като част от вълшебническото облекло.